# Pivijay (kommun)
Pivijay är en kommun i Colombia.   Den ligger i departementet Magdalena, i den norra delen av landet, 600 km norr om huvudstaden Bogotá. Antalet invånare är 36 018.